# Anthelephila gandaki
Anthelephila gandaki es una especie de coleóptero de la familia Anthicidae.

## Distribución geográfica
Habita en Nepal.